# Clohars-Fouesnant

Clohars-Fouesnant este o comună în departamentul Finistère, Franța. În 1 ianuarie 2022 avea o populație de 2.152 de locuitori.